# Nyssodrysternum impensum
Nyssodrysternum impensum là một loài bọ cánh cứng trong họ Cerambycidae.